# Freyeria putli
Freyeria putli is een vlinder uit de familie van de Lycaenidae. De wetenschappelijke naam van de soort is voor het eerst gepubliceerd in 1844 door Vincenz Kollar.

## Verspreiding
De soort komt voor in Taiwan, Thailand, Indonesië en Australië.

## Waardplanten
De rups voedt zich met de knoppen en bloemen van diverse soorten Fabaceae:
- Flemingia lineata
- Indigofera hirsuta
- Alysicarpus
- Heliotropium
- Rolklaver
- Pisum
- Rhynchosia
- Zornia

## Ondersoorten
- Freyeria putli putli
- Freyeria putli gnoma (Snellen, 1876)
- Freyeria putli formosanus (Matsumura, 1919)

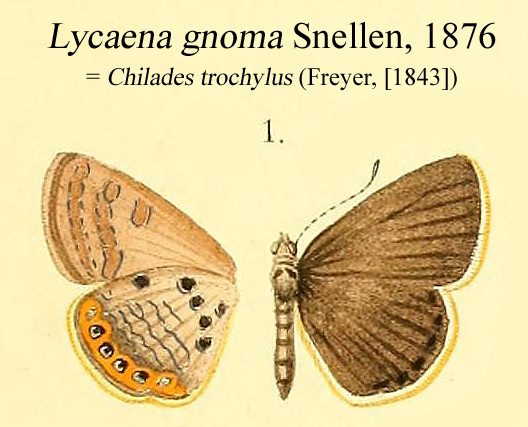
subsp. gnoma